# Lucas Figueiredo
Lucas Figueiredo (Belo Horizonte, 1968 —) é um jornalista e escritor brasileiro. Foi pesquisador na Comissão Nacional da Verdade (CNV), que apurava os crimes cometidos pela ditadura militar. Os resultados dessa pesquisa foram publicados em seu livro Lugar Nenhum (2015). Teve reportagens publicadas na Folha de S.Paulo e foi colaborador da rádio BBC de Londres.

## Prêmios
É vencedor de três prêmios Esso de jornalismo. Recebeu o prêmio Vladimir Herzog de 2005 pelo livro Ministério do silêncio e o mesmo prêmio, em 2009, pelo Olho por olho, na categoria não-ficção. Este último livro venceu também o 52.º Prêmio Jabuti, em 2010, na categoria Reportagem. O livro O Tiradentes, de 2018, foi finalista da 2ª fase do 61.º Prêmio Jabuti.
Em 2015, foi um dos autores convidados do 35º Salão do Livro de Paris, que teve o Brasil como país homenageado.

## Livros
Até fevereiro de 2022, foi autor de sete livros-reportagem.
| Livro                                                                                  | Editora         | Ano  |
| -------------------------------------------------------------------------------------- | --------------- | ---- |
| Morcegos negros – PC Farias, Collor, máfias e a história que o Brasil não conheceu     | Record          | 2000 |
| Ministério do silêncio – A história do serviço secreto de Washington Luís a Lula       | Record          | 2005 |
| O operador – Como (e a mando de quem) Marcos Valério irrigou os cofres do PSDB e do PT | Record          | 2006 |
| Olho por olho – Os livros secretos da ditadura                                         | Record          | 2009 |
| Boa Ventura! A Corrida do Ouro no Brasil (1697-1810)                                   | Record          | 2012 |
| Lugar Nenhum: militares e civis na ocultação dos arquivos da ditadura                  | Cia. das Letras | 2015 |
| O Tiradentes: Uma biografia de Joaquim José da Silva Xavier                            | Cia. das Letras | 2018 |

Atualmente escreve a biografia de Juscelino Kubitschek, que será publicada pela Companhia das Letras.